# Indywidualne Mistrzostwa Świata w Long Tracku 1987
Indywidualne Mistrzostwa Świata na długim torze 1987

## Finał
- 20 września 1987 r. (niedziela),  Mühldorf

| Msc. | Zawodnik         | Kraj              | Pkt  |  |  |
| ---- | ---------------- | ----------------- | ---- |  |  |
| 1    | Karl Maier       | RFN               | 22   |  |  |
| 2    | Simon Wigg       | Wielka Brytania   | 21   |  |  |
| 3    | Shawn Moran      | Stany Zjednoczone | 19+5 |  |  |
| 4    | Martin Hagon     | Wielka Brytania   | 19+4 |  |  |
| 5    | Egon Müller      | RFN               | 15   |  |  |
| 6    | Heinz Huber      | RFN               | 14   |  |  |
| 7    | Erik Gundersen   | Dania             | 10   |  |  |
| 8    | Steve Baker      | Australia         | 10   |  |  |
| 9    | Gerd Riss        | RFN               | 9    |  |  |
| 10   | Lubomir Jedek    | Czechosłowacja    | 8    |  |  |
| 11   | Alois Wiesböck   | RFN               | 6    |  |  |
| 12   | Finn Rune Jensen | Dania             | 6    |  |  |
| 13   | Trevor Banks     | Wielka Brytania   | 5    |  |  |
| 14   | Klaus Lausch     | RFN               | 4    |  |  |
| 15   | Erik Stenlund    | Szwecja           | 3    |  |  |
| 16   | Kai Niemi        | Finlandia         | 3    |  |  |
| 17   | Chris Morton     | Wielka Brytania   | 2    |  |  |
| 18   | Pavel Karnas     | Czechosłowacja    | 2    |  |  |
|      | rez. Simon Cross | Wielka Brytania   | 2    |  |  |